# Magie hellénistique
 (mars 2017).
Pour les articles homonymes, voir Magie.

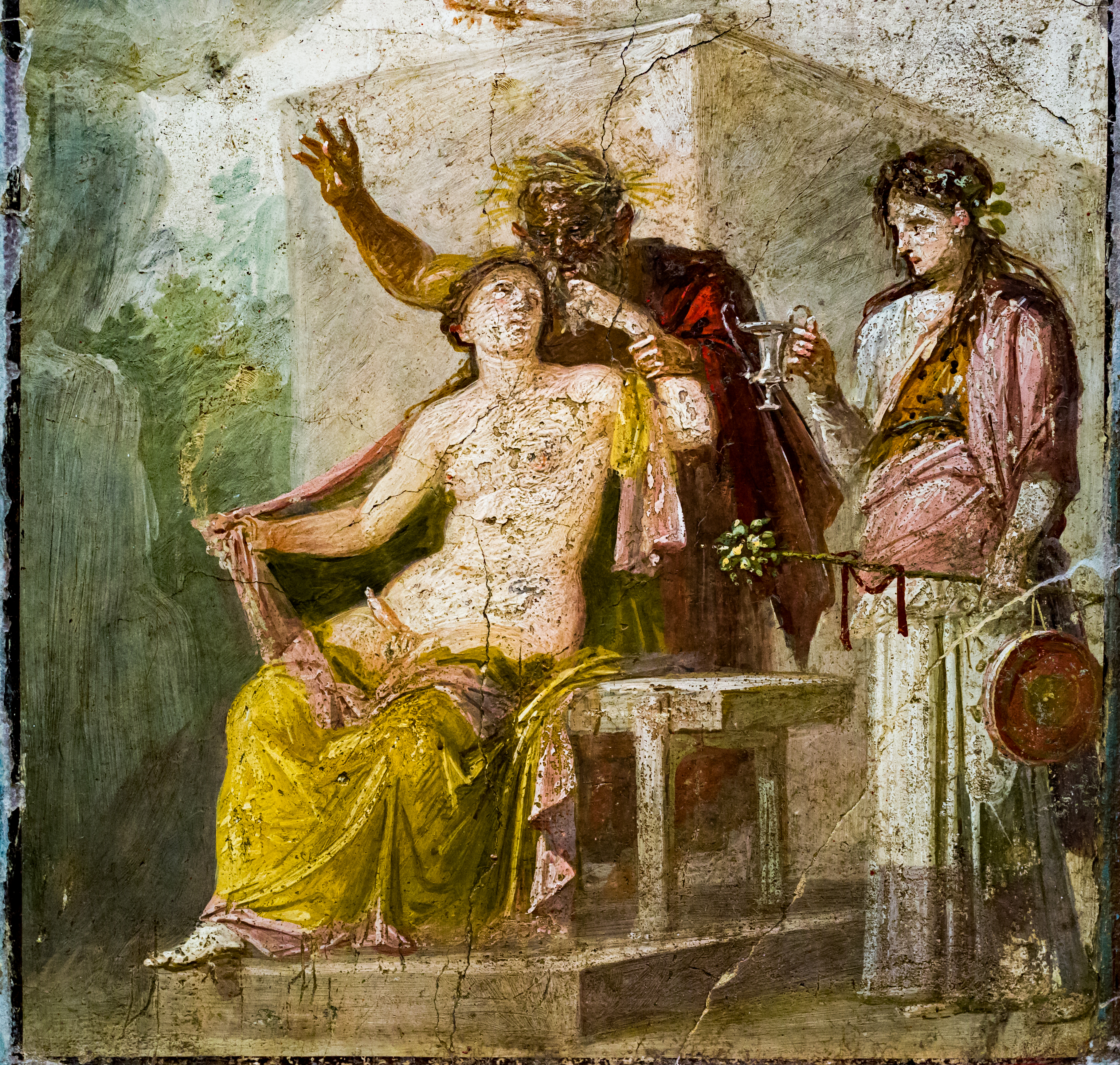
Peinture murale pompéienne représentant un hermaphrodite assis, la main gauche levée vers un vieux satyre s'approchant par derrière ; une ménade apporte un philtre d'amour magique.

La magie, selon la définition de Pline l'Ancien, est née de la médecine, adjointe à la religion et à l'astrologie :  
« La magie compte parmi le petit nombre de choses sur lesquelles il y a encore beaucoup à dire, ne serait-ce que par cela même qu’étant le plus fallacieux des arts (fraudulentissima artium), elle a eu le plus grand pouvoir sur toute la terre et depuis de longs siècles. Nul ne s’étonnera de l’immense autorité qu’elle s’est acquise puisque, à elle seule, elle s’est intégré et réunit les trois autres arts qui ont le plus d’empire sur l’esprit humain. Personne ne doute qu’elle est d’abord née de la médecine et que, sous l’apparence de concourir à notre salut, elle s’est insinuée comme une médecine supérieure et plus sainte ; ainsi, aux promesses les plus flatteuses et les plus souhaitées, elle a joint la puissance de la religion, sur quoi, aujourd’hui encore, le genre humain reste le plus aveugle ; puis, pour s’adjoindre aussi cette autre force, elle s’est agrégé l’astrologie, chacun étant avide de connaître son avenir et croyant que c’est du ciel qu’il faut l’attendre avec le plus de certitude. Tenant ainsi l’esprit humain enchaîné d’un triple lien, la magie a atteint un tel sommet qu’aujourd’hui même elle prévaut dans une grande partie des nations et, en Orient, commande aux rois des rois. »  (Pline l’Ancien, Histoire naturelle, livre XXX, 1, 1-2, traduction d'A. Ernout, Paris, Belles Lettres,1947)  
L'intérêt pour la magie à l'époque hellénistique est fort. Elle est étudiée par des médecins et des philosophes, évoquée par les poètes ; elle est utilisée par les hommes et par les dieux. Son domaine est immense, à l'instar des sciences. La magie est divisée entre théorie et pratique : la théorie explique que la magie est en relation avec le monde divin, et la pratique consiste en ses diverses utilisations pour soigner, pour lancer une malédiction, un charme, un envoûtement, ou pour la divination, etc.

## Définition
La magie est la pratique d’incantations, de sortilèges, de charmes ou de malédictions pour contrôler le cours naturel des choses. Elle est donc opposée à la religion qui utilise la prière pour supplier les dieux et non pour les contraindre. Elle se diffuse dès l’époque classique dans une population superstitieuse, malgré les progrès de la rationalité dans la compréhension du monde naturel.

## Origine de la magie dans le monde hellénique
Le mot "magie" vient du latin magia, dérivé du grec μαγεία (mageia) utilisé pour qualifier la religion des mages perses, les mágoi, qui semblent apparaitre dans les cités grecques dans la deuxième moitié du Ve siècle avant notre ère. Les magoi sont à l'origine une tribu mède au service du roi des Perses et se présentent comme des experts en oniromancie, des interprètes de prodiges et des sacrificateurs. Les Grecs les considèrent avec suspicion, les accusant de charlatanisme en raison de leur prétention de guérir l’épilepsie par des rituels de purification et des incantations. Le mot mágos devient vite une insulte, sur l’agora comme au théâtre. Cependant, à partir du IVe siècle, le savoir des mágoi est tenu comme un modèle de religiosité, notamment par Socrate.
Si les mages sont, avec certitude, originaires de l'Iran actuel, peu de sources iraniennes en attestent l'existence. On trouve la mention du mot en vieux-perse Maguš, dans l’inscription de Behistun, à propos du mage Gaumāta. Le nom des mages apparaît également dans un texte de l'Avestique (Yasna 65,7), ainsi que dans les tablettes écrites en élamite trouvées à Persépolis et datées de l’époque de Darius.
La Thessalie a très longtemps été considérée par les Grecs comme une terre de sorciers. D'autres peuples comme les Telchines, les Dactyles de l’Ida et certains personnages mythologique, tels Médée et Orphée, ont recours à la magie, de même que certaines déesses.

## Praticiens
Dans la majorité des représentations, c'est un portrait féminin qui est dépeint pour illustrer les praticiens. Cette tendance peut être expliquée par le lien entre magie et fabrication de poison, autre activité couramment associée aux femmes dès l'Antiquité. Les différents mystères [dans quel sens ?] liés aux femmes peuvent expliquer les nombreuses représentations de ces dernières comme sorcières. Cependant, selon Michaël Martin, les sources directes montrent que « les personnes à l'origine d'opérations magiques […] :  dans plus de deux tiers des cas, [sont des] homme[s] »[réf. nécessaire].
Ceux qui connaissent les techniques de la magie  sont appelés "mages" ou "sorciers", termes, qui peuvent désigner le même individu : le prêtre itinérant venu des contrées persanes.
Le terme "mage" (du persan magis) désigne un disciple de Zarathoustra, c'est-à-dire une haute personnalité à la fois prêtre, savant, astrologue dans la Perse du VIe siècle av. J.-C. Par extension le terme est utilisé comme synonyme de magicien. Pour les Grecs, les mages perses étaient spécialistes de la magie et de l’astrologie, « ceux qui sont responsables des sacrifices royaux, des rites funéraires, de la divination et de l'interprétation des rêves » (Hérodote [ref. nécessaire]).
Le terme sorcier provient du latin tardif sortiarius, "jeteur de sorts".
Ces prêtres itinérants, pour Sophocle, dans Œdipe roi, sont aussi des devins, mais n'en restent pas moins des charlatans. Quant à Platon, ses propos dans La République sont tout aussi agressifs : « Veut-on faire du mal à l'ennemi, ils s'engagent pour une légère rétribution à nuire à l'homme de bien tout comme au méchant [...]. Ils persuadent les dieux de se mettre à leurs services ». De plus, Platon met l'accent sur le fait que ces prêtres exercent leurs pouvoirs en dehors des cérémonies religieuses de la cité pour favoriser la pratique des rites dans des lieux privés. Les prêtres itinérants deviennent les praticiens d'une magie noire, capable d'infliger des souffrances ou de faire disparaître les objets.
La juridiction à propos de la magie n'est pas unanime : des cités grecques interdisaient la pratique de la magie noire tandis que d'autres villes, dont Athènes, ne la punissaient pas. Sous Auguste, à Rome, la pratique de la sorcellerie pouvait conduire à un bannissement de Rome et de l'Italie.

## Lien avec la société

### Magie et religion
L'étymologie du mot "religion", latin religio, est controversée. Elle s’oppose en tout cas à la superstition (en grec δεισιδαιμονία, deisidaimonia), « la crainte du démon »  [référence ?]. D’après Théophraste le superstitieux est en fait un sorcier, puisqu’il utilise de manières détournées des sortilèges pour avoir un impact sur le monde naturel [ référence ?].
Cependant la magie est étroitement liée à la religion, étant donné qu’elle a besoin des dieux et des temples. Néanmoins ces deux pratiques restent très différentes. En effet quand la religion grecque est un moyen pour intégrer les citoyens dans la communauté, avec ses cérémonies et ses fêtes, la magie, elle, reste discrète et se pratique seule. De plus la religion souligne la puissance des dieux alors que la magie ne nie pas les dieux, mais a besoin d’un intermédiaire démoniaque. Les sorciers commandent et prétendent utiliser les dieux pour leurs désirs personnels. C’est ce que l’on nomme en grec l' hybris, "la démesure", c’est-à-dire l’intérêt personnel passant avant l’intérêt collectif. « Le monde de la magie est alors le monde de la cité inversé ».

### Magie et Médecine
Dans l'Antiquité, l'apparition de l'expression magie noire est tardive [référence?]. Toutefois, il existe déjà une différence entre la magie protectrice et la magie contraignante. La première comprend la magie médicale et les diverses protections envisageables.
La magie médicale est évoquée par Homère sous le terme pharmakon, qui signifie "remède", mais aussi "poison". Cette magie a également recours aux formules, aux chants  ainsi qu'à l'utilisation d'objets aux vertus magiques. Son rayon d'action est large, soignant les maux du corps, de l'esprit et annulant les malédictions. Dans son traité sur l'Agriculture, Caton l'Ancien fournit des méthodes alliant le roseau vert et des incantations pour soigner les luxations [référence ?].
Un autre type de magie consiste à prévenir des maux. Cette magie préventive peut aussi bien s'adresser à un homme qu'à un lieu [référence ?].

## Les charmes

### Les charmes d’amour
Les archéologues ont retrouvé peu de tablettes magiques. De nombreux papyrus, comme ceux de la ville d’Haouârah, donnent des exemples de certains charmes, tel celui créé par Eutychès qui demande l’amour d’une femme[réf. nécessaire]. Le recueil d’Audollent comporte une tablette de plomb d’Alexandrie.
Les tablettes de plomb exposées au Louvre montrent que les sorciers de l’époque hellénistique relient leurs charmes à des amulettes et des statuettes. Selon le manuel d’envoûtement  [référence ?], c’est souvent une figurine en glaise ou en cire montrant une femme agenouillée qui est utilisée. Les mains derrière le dos, elle est percée 13 fois par le sorcier avec une aiguille de bronze : ce sont des précautions prises par l’amoureux pour protéger l’être aimé, et non une malédiction . La figurine de l'homme a l’aspect d’Arès armé. Son glaive, dans la main gauche, est posé sur l'épaule droite de la femme, sur la statuette de qui on  écrit le nom de celle qui doit être charmée « iseê laô ithé bridô lôthiôn neboutosoualeb » [???]. D’autres incantations sont écrites sur d'autres parties du corps. Le clou est planté en disant : « Je transperce tel membre d’une telle, afin qu’elle ne se souvienne de personne, sauf de moi, un tel », ce qui  est aussi écrit sur une tablette de plomb, liée aux figurines par un fil de métier à tisser avec 369 nœuds en disant « Abraxas, tiens ». S'ensuit une longue prière aux divinités [référence ?].

### Les charmes de haine
Un charme peut être créé pour mettre fin à  des amours illégitimes. Sur la statuette, le sorcier inscrit le nom de la personne qui doit être quittée. Les piqûres sont alors une malédiction et frappent les organes permettant de séduire ou d’être séduit, comme yeux, bouche ou  mains. Une tablette de  Cnide, en Carie, porte témoignage de ce charme de séparation  [référence ?].
Une tablette de plomb de Tébessa en Algérie atteste de la volonté d'infliger une mort très violente  [référence ?].
Les archéologues et historiens parlent de malédictions consistant en sorts de mutilations pour les nombreuses statues mutilées qu'ils ont retrouvées, comme celle de Karystos  [référence ?].
Ils ont aussi trouvé un exemple de sortilège de mutisme sur la tablette d’Athènes d’Alke, datée du IIIe ou du IIe siècle av. J.-C. [référence ?]. : la privation de la parole semble avoir par exemple été voulue pour les calomniateurs.

#### Les recettes de la haine
Dans le recueil de Papyrus grecs magiques, il y a beaucoup plus de charmes guérisseurs que de charmes de haine. On pouvait les utiliser pour causer la rupture d'un couple : il fallait « placer une langue d’oiseau sous sa lèvre ou sur son cœur et poser la question (???), et prononcer le nom de la victime trois fois ». On peut aussi l’utiliser pour rendre fou un homme : on prend un cheveu de la victime et celui d'un homme mort, on le noue autour du corps d’un faucon auquel on rend sa liberté  [référence ?]. Certains charmes rendent les victimes insomniaques :  « Prends un coquillage marin et écris : IPSAË IA ÖAI, fille d’une telle, reste couchée sans dormir à cause de moi »  [référence ?]. Il existe aussi des charmes pour inhiber l’action d’autrui, mais le plus utile et  le plus utilisé est celui de destruction.

## Objets de la magie
La magie peut également résider dans les objets, des ressources naturelles aux propriétés insoupçonnées ou dans des supports capables de la stocker.

### Ressources naturelles aux propriétés magique
- Pierres : la croyance en les vertus des gemmes (pierres) remonte certainement à la préhistoire. Bolos de Mendès écrit des traités sur leurs propriétés magiques. Le Peri Potamôn attribué à Ctésias cite une liste des vertus possibles des pierres situées le long d'un fleuve. Certaines ont la capacité de faire passer la douleur, d'autres, comme le bronzite, de renforcer l'esprit. Les thérapeutes grecs recourent au cristal de roche pour chasser les démons. Le minerai est employé comme ingrédient d'une recette ou bien porté sur soi, telle une amulette. [référence ?]
- Végétaux : la cueillette doit être effectuée à la nuit tombée comme le conseille Théophraste pour la récolte de la pivoine  [référence ?]. La pureté du cueilleur est importante, les pratiques nécessitant parfois l'abstinence sexuelle pour le cueilleur des plantes, ainsi dans l'Herbarius du pseudo-Apulée pour la récolte du basilic : « l'herboriste doit se vêtir de vêtements propres, s'abstenir du contact d'une femme qui a ses règles ou d'un homme en état d'impureté. Ensuite il doit s'asperger de la main droite avec un rameau de chêne imbibé d'eau provenant de trois fontaines » ( M. Martin, La Magie dans l'Antiquité). Pendant la procédure, l'herboriste récite des prières pour se protéger et garder intactes les vertus de la plante.
- Animaux : Ils servent à la préparation de philtres érotiques. Des bestiaires tels les Cyranides évoquent les parties des animaux utiles dans la préparation des remèdes : la moelle épinière de la hyène semble guérir le mal de dos. Pindare indique que le torcol est utilisé comme philtre d’amour, un oiseau qui tord son cou lors de la saison des amours  [référence ?].

### Objets magiques
- Papyrus magiques : il y est inscrit des sortilèges, des formules, des hymnes et des rituels, majoritairement en hiéroglyphes, datant de l’époque hellénistique (mais beaucoup furent détruits avec l'arrivée du christianisme)  [référence ?].
- Tablettes magiques : ce sont des lames rectangulaires de plomb gravées, à lire de droite à gauche. Pliées ou roulées, elles sont la plupart du temps clouées, le clou étant le symbole de la volonté du rédacteur de réaliser un acte d'envoûtement. Le terme latin est defixio, en grec katadesmos.
- Amulettes : elles sont la plupart du temps en or et pierres précieuses. Certains bijoux de cette composition peuvent servir d’objets magiques, sortes de talismans (arabe tilsam, tilasam,du grec telesma « rite religieux",  synonyme d’amulette », du latin amuletum, « objet qui préserve ».

## La magie dans la littérature
La nature même de la sorcellerie la condamne à ne pas être décrite, peu de livres relatent donc la pratique de la magie.
Une héroïne d’Euripide apparaît dans un des chants d’Apollonios[réf. nécessaire] : « elle a un caractère passionné, une grande connaissance en drogues et en magie ».
Polybe décrit l'état irrationnel du sorcier : l'historien décèle dans la nature humaine des impulsions qui échappent à la raison et relèvent de l’élan du thumos (opposé au raisonnement) . Diodore de Sicile évoque la magie dans sa Bibliothèque historique. Strabon mentionne  les mages et les prêtres égyptiens, qui pouvaient recevoir des honneurs et conseiller les rois[réf. nécessaire].

### Mythes reliés
- mythe d'Orphée
- mythe de Médée